# 梦三国
《梦三国》是由电魂网络开发的一款以三国故事为背景的多人在线战斗竞技场游戏。
該遊戲于2009年12月10日在中国大陆开启压轴内测。 该游戏在台湾由Garena代理，于2010年2月3日上线， 后于2011年12月31日停止运营。

## 開發特點
首作《夢三國》借鉴了《魔獸爭霸III：寒冰霸權》中的一张第三方自定义地图DotA的主要特点，并加入了三国猛将、断线重连、团队副本等元素，此外还加入了剧情关卡、10V10地图、5V5V5地图、BOSS挑战等玩法。
正統續作《夢三國2》則借鉴了《Dota 2》的主要特點，在遊戲系統上大幅提升，除了原本的 MOBA 競技特色之外，也加入了 RPG 般要素的角色培養與成長，並且也在遊戲裡添加了許多個人副本關卡，或者是多人副本戰役。

## 歷史發展
- 2009年12月10日，由电魂网络开发的《夢三國》於中國大陸開啟內部測試。[1]
- 2010年2月3日，由 Garena 代理的《夢三國》於台港澳地區開始營運。
- 2011年10月6日，由 Gameone 取得《夢三國Online》台港澳、馬來西亞運營權並改名為《闇三國Online》[9]，並進行《闇三國Online》封測。[10]
- 2011年12月31日，由 Garena 代理的端遊《夢三國》於台港澳地區停止營運。
- 2015年3月26日，由电魂网络營運的端遊《夢三國2》於中國大陸正式公測，其遊戲引擎為 E-soul。
- 2015年9月22日，由电魂网络开发、昆仑游戏代理的手遊《梦三国手游》於中國大陸首測。[11]
- 2016年1月14日，由 Gameone 代理的端遊《闇三國》更新資料片，更名為《夢三國2》並於台港澳地區進行公測活動。[8]
- 2016年1月27日，由电魂网络开发、奇米娛樂代理的手遊《夢三國》於台港澳地區啟動雙平台（Android／iOS）公測。[12]
- 2016年11月8日，由 Gameone 代理《夢三國2》於台港澳地區停止營運。
- 2016年11月13日，電競手游《梦三国》第一屆全球總決賽由中國隊伍 SIGN 以 3：0 的成績擊敗越南 SGP，奪得全球賽冠軍寶座。[13]
- 2017年6月21日，手游《梦三国》隨著昆仑的代理权被电魂网络收回也於中國大陸停運。[14]
- 2017年8月27日，由奇米娛樂代理的手遊《夢三國》於台港澳地區停止營運。
- 2018年10月25日，由电魂网络开发的手遊《梦三国手游》（即《夢三國復刻版》）於中國大陸开始测试，其遊戲引擎為 Unity3D。
- 2021年7月6日，由电魂网络开发、易亨數位代理的手游《夢三國復刻版》宣佈雙平台於台港澳預約活動起跑。[15]
- 2021年11月5日，端遊《夢三國2》入选为2022年亞洲運動會電競比賽項目。
- 2022年9月1日，蒸汽平台（Steam中国）宣布端遊《梦三国 2》在蒸汽平台正式上线。
- 2022年12月16日，由易亨數位代理的手游《夢三國復刻版》於台港澳地區停止營運。

## 相關作品
- 杭州电魂网络有開發不少《梦三国》IP的遊戲，例如：塔防休閒、卡牌策略TCG等類型，以下僅列出《梦三国》系列 MOBA：

| 遊戲名                                       | 平台類型     | 首發時間                | 遊戲引擎 | 備註                                                               |
| -------------------------------------------- | ------------ | ----------------------- | -------- | ------------------------------------------------------------------ |
| 《梦三国》 《梦三国Online》 《闇三国Online》 | PC端遊       | 2009年12月10日 內部測試 | 未公開   | 电魂网络原為夢一和夢二同步營運模式。 2017年中逐步轉為《梦三国2》。 |
| 《梦三国2》                                  | PC端遊       | 2015年3月26日 公測      | E-soul   | 正統《梦三国》續作。 2015年初進行删档封測。                        |
| 《梦三国手游》 手游《梦三国》                | Android／iOS | 2015年9月22日 安卓首测  | 未公開   | 电魂网络首款《梦三国》MOBA手遊。 2017年隨收回各代理商而逐步停運。  |
| 《梦三国手游》 《夢三國復刻版》              | Android／iOS | 2018年10月25日 刪檔封測 | Unity3D  | 电魂网络第二款《梦三国》MOBA手遊                                   |